# 韓静観
韓 静観（かん せいかん、1111年 - ?）は、北宋の欽宗の側妃。正五品の才人に封じられた。

## 経歴
靖康の変の際、17歳だった韓才人は金軍の俘虜となり、凌辱を受けて妊娠させられた。金の上京へ連行された韓才人は、天会5年12月21日（西暦で1128年）に男児を生んでいるが、この男児はすぐに亡くなった。同じく欽宗の妃嬪である朱慎徳妃や才人鄭慶雲・才人狄玉輝らも妊娠させられている。
のちに、完顔斜保（完顔宗翰の次男）の妾とされた。このとき、欽宗の3人の夫人（盧順淑・戚小玉・鮑春蝶）も斜保の妾とされた。

## 伝記資料
- 『靖康稗史箋證』